# داس شوارتز كوربس
داس شوارتز كوربس هي الصحيفة الرسمية لـ شوتزشتافل (SS). تم نشر هذه الصحيفة يوم الأربعاء ووزعت مجانًا. تم تشجيع كل عضو شوتزشتافل لقراءته. رئيس التحرير كان قائد شوتزشتافلغونتر داكوين.  الناشر كان Max Amann من شركة فرانز إير فيرلاج للنشر. كانت الورقة معادية للعديد من المجموعات، مع مقالات متكررة تدين الكنيسة الكاثوليكية، اليهود، الشيوعية، الماسونية، وغيرها. 
نُشرت الصحيفة بالتعاون الوثيق مع الشرطة الأمنية الألمانية (SD؛ خدمة الأمن)، التي كانت تتمتع بتحكم كبير في التحرير. ظهرت الطبعة الأولى في 6 مارس 1935.  في نوفمبر من نفس العام، وصل المنشور إلى 200000 وفي عام 1944 ارتفع إلى 750،000.  شهدت الصحيفة بعض التوزيع خارج ألمانيا.